# La marcia dei dinosauri
La marcia dei dinosauri (March of the Dinosaurs) è un film-documentario, interamente girato in CGI, prodotto dalla Impossible Picture, la stessa società che ha creato documentari come Walking with... e Prehistoric Park. Il film è ambientato nel periodo Cretaceo (circa 70 milioni di anni fa), in Nord America, seguendo le vicende dei dinosauri che devono sopravvivere fra mille pericoli ed avversità nel gelido inverno artico. Il film racconta anche le più recenti scoperte sui dinosauri che vivevano nell'artico, come i tirannosauridi provvisti di piumaggio e gregari, dinosauri sulla neve e le grandi migrazioni di massa.
Il film racconta come grandi mandrie di dinosauri come gli Edmontosaurus e i Pachyrhinosaurus, affrontassero una migrazione di ben 1000 miglia per sfuggire al duro inverno artico, partendo dal nord-ovest del Canada fino ai pascoli estivi a sud-ovest degli Stati Uniti; mentre altri animali come i Troodon restano nell'artico sopravvivendo come meglio possono. Tuttavia non mancheranno numerosi pericoli durante il tragitto: predatori in agguato, tormente di neve, lahar e aride zone vulcaniche prive di cibo.
I produttori hanno dichiarato che è stato il ritrovamento di un piccolo dinosauro in Canada ad ispirare l'idea la storia e l'ambientazione del documentario, e che gli alberi ricostruiti in CGI sono basati sulle moderne sequoie.

## Trama
Circa 70 milioni di anni fa, nel Canada preistorico, branchi di Edmontosaurus pascolano placidamente nelle foreste piene di cibo. Nella mandria troviamo Sfregio un giovane maschio di Edmontosaurus (chiamato così per via di una cicatrice sull'occhio infertagli da un Gorgosaurus), che allontanatosi dalla sua mandria si imbatte in Patch un Troodon subadulto, il quale si nutrito di cuccioli di Edmontosaurus per tutta l'estate ma ora che Sfregio e i suoi fratelli sono cresciuti fatica a procurarsi il cibo da solo. Purtroppo l'estate sta finendo e le riserve di cibo si stanno pian piano esaurendo. Con l'avvicinarsi dell'inverno i giorni durano sempre di meno e nell'oscurità i predatori come i famelici Gorgosaurus cominciano a mietere vittime. L'arrivo nella zona di una mandria di Pachyrhinosaurus, peggiora le cose in quanto sono una terribile concorrenza per il cibo. Senza più cibo la mandria di Edmontosaurus insieme a quella dei Pachyrhinosaurus decide di partire verso il sud alla ricerca di pascoli estivi più abbondanti. Così mentre le grandi mandrie migrano verso sud altri animali come l'Edmontonia, i Troodon e i Gorgosaurus rimangono a nord sopravvivendo con ciò che troveranno o entrando in letargo. Nel frattempo un Gorgosaurus difende la sua preda (una giovane femmina di Edmontosaurus) da un gruppo di Troodon, tra cui Patch, ma nonostante riesca ad allontanare i piccoli predatori dalla sua preda viene morso da uno di questi ultimi ad una gamba e se la ferita farà infezione il Gorgosaurus potrebbe morire. Nel frattempo la mandria di Edmontosaurus continua la sua marcia, perseguitata dai Quetzalcoatlus che, come avvoltoi, si nutrono degli animali che muoiono. Durante il viaggio una tempesta di neve manda fuori rotta la mandria che finisce su di un lago ghiacciato che rompendosi fa annegare parte della mandria, fortunatamente Sfregio riesce a salvarsi grazie all'aiuto di un maschio adulto (che purtroppo ha un tumore al cervello), che lo prenderà sotto la sua ala protettiva.
Intanto nell'Artico, Patch costruisce un nido per trovare una compagna. Nelle vicinanze il Gorgosaurus ferito si confronta con l' Edmontonia, ma la ferita alla gamba del predatore non gli consente di lottare così decide di ritirarsi nella sua caverna ed entrare in letargo. Intanto più a sud il resto della mandria, sta attraversando un'arida zona vulcanica. Purtroppo questa zona è il territorio di caccia di un gruppo di famelici Albertosaurus, che attaccano la mandria uccidendo vari esemplari. Sfregio è inseguito da un Albertosaurus, che fortunatamente viene rallentato da un ramo incendiato da un fulmine che gli cade addosso e incendia le piume sul dorso del predatore. Quando sembra che Sfregio stia per essere divorato, una gigantesca colata di fango e cenere vulcanica spazza via l’Albertosaurus mentre Sfregio riesce a mettersi in salvo. Nell'Artico intanto Patch prova a sedurre una femmina esibendosi in sorta di danza di corteggiamento, ma fallisce. Nel mentre la femmina di Edmontonia nel tentativo di nutrirsi scivola sulla neve e finisce a pancia all'aria completamente esposta ai predatori. Nel frattempo a sud, Sfregio cerca di ricongiungersi con la sua mandria ma l'unico membro che trova è il vecchio maschio malato con cui si mette in cammino accompagnati da una femmina di Pachyrhinosaurus ferita lasciata anch'essa indietro dalla sua mandria, tuttavia il gruppo ignora che l' Albertosaurus che aveva cacciato Sfregio la notte prima è ancora vivo e si mette sulle tracce di Sfregio in cerca di vendetta. Purtroppo la femmina di Pachyrhinosaurus non riesce a tenere il passo e viene lasciata indietro mentre il vecchio maschio di Edmontosaurus, affetto da un tumore al cervello, diventa più aggressivo e nervoso nei confronti di Sfregio, arrivando persino a morderlo. I due vengono infine raggiunti dall'Albertosaurus e mentre Sfregio riesce a mettersi in salvo il vecchio maschio combatte contro il carnivoro, finché entrambi non finiscono giù da una scogliera morendo. Intanto nell'Artico, i Troodon combattono nuovamente contro il Gorgosaurus (ormai completamente guarito dalla sua ferita) per il possesso dell' Edmontonia che anche se ancora viva è completamente indifesa. Nello scontro l'erbivoro corazzato riesce a rialzarsi e ferisce mortalmente il Gorgosaurus che si ritira morente nella sua caverna.
Nel frattempo Sfregio è rimasto ormai solo ed è diventato il bersaglio di un Quetzalquatlus. Fortunatamente, il giovane Edmontosaurus ritrova la femmina di Pachyrhinosaurus ed insieme si rimettono in marcia. Alla fine i due raggiungono la mandria di Edmontosaurus che purtroppo si trova al di là di un fiume infestato da Prognathodon, terribili rettili acquatici. Per fortuna di Sfregio la mandria di Pachyrhinosaurus, deve ancora attraversare il fiume e Sfregio decide di unirsi a loro. Nonostante i Prognathodon facciano strage di erbivori, Sfregio riesce finalmente a raggiungere la mandria e i pascoli estivi in cui potrà riposarsi in vista del viaggio di ritorno nei pascoli invernali. Infatti il sole sta cominciando a riapparire e sciogliere la neve dell'Artico facendo tornare la vegetazione rigogliosa e piena di vita. Il giovane Troodon Patch riesce a trovare una compagna offrendogli la carne del Gorgosaurus ormai morto, mentre la vecchia Edmontonia può ricominciare a nutrirsi. Presto nell'Artico torneranno anche le grandi mandrie di Edmontosaurus per la riproduzione

## Creature presenti nel film
- Edmontosaurus
- Troodon
- Pachyrhinosaurus
- Edmontonia, identificato come Anchilosauro
- Gorgosaurus
- Albertosaurus
- Prognathodon
- Quetzalcoatlus, identificato come Pterosauro
- Mammifero non identificato (probabilmente un Alphadon)